# Lithacrosiphon cristatus
Lithacrosiphon cristatus är en stjärnmaskart som först beskrevs av Sluiter 1902.  Lithacrosiphon cristatus ingår i släktet Lithacrosiphon och familjen Aspidosiphonidae.

## Underarter
Arten delas in i följande underarter:
- L. c. cristatus
- L. c. lakshadweepensis